# Ignacy Mościcki
Ignacy Mościcki GCC (1867-1946) foi um químico e político polonês. Foi presidente da Polônia entre 1926 e 1939. Até a atualidade, ele é o político que permaneceu por mais tempo na presidência no país, tendo governado por 13 anos. (August Zaleski foi presidente por 25 anos, porém no exílio).

## Biografia
Ignacy Mościcki nasceu em Mierzanowo, uma pequena vila próxima a Ciechanów, na porção polonesa pertencente ao Império Russo. Após concluir seus estudos em Varsóvia, foi estudar química na Politécnica de Riga. Ali ingressou na organização clandestina polonesa Proletaryat.
Ao concluir o curso retornou a Varsóvia, porém foi ameaçado pela polícia secreta do tzar de ser deportado para a Sibéria, e se viu forçado a exilar-se em Londres em 1892. Em 1896 foi-lhe oferecido o trabalho de assistente na Universidade de Friburgo. Ali ele patenteou um método de produção barato de ácido nítrico. Em 1912 ele mudou-se para Lwów, onde ele aceitou a cadeira de Físico-Química e Técnica Eletroquímica na politécnica da cidade. Em 1925 ele foi eleito reitor da politécnica, mas logo mudou-se para Varsóvia para continuar suas pesquisas na politécnica daquela cidade.
Após o golpe de estado de Józef Piłsudski em maio de 1926, Mościcki - um antigo associado de Piłsudski no Partido Socialista Polonês - foi eleito presidente da Polônia pela assembléia nacional, por recomendação do próprio Piłsudski após este recusar o cargo. Como presidente, Mościcki foi altamente subserviente a Piłsudski, nunca manifestando dissidência em relação à liderança do marechal. Após a morte de Piłsudski em 1935, os seguidores deste se dividiram em três grupos: os que aceitavam Mościcki como sucessor natural de Piłsudski, os que apoiavam o general Edward Rydz-Śmigły, e os que apoiavam o ministro Walery Sławek. Mościcki fez um acordo com Rydz-Śmigły, e isolou Walery Sławek.
Mościcki permaneceu na presidência até a queda do governo do país em 30 de setembro de 1939, após a invasão alemã no início da Segunda Guerra Mundial.